# Лан Санг
Лан Санг (такође и Лан Чанг) са значењем „Милион слонова“ је била краљевина која је постојала од 1353. до 1707. године, а налазила се на простору данашњег Лаоса.
У XIV веку принц Фа Нгум је ујединио народ који је живео на простору данашњег Лаоса. Фа Нгума је веома младог из Сенг Донг-Сенг Тонга (тадашње таи име за Луанг Прабанг) протерао његов отац у Ангкор где је стекао кмерско образовање. Он се враћа у родни град и осваја своју земљу припајајући јој још две покрајине, формирајући на тај начин по први пут у историји уједињене територије на простору данашњег Лаоса.
Ново краљевство је названо Лан Санг Хом Као или у дословном преводу „Краљевство милион слонова и белог сунцобрана“. Главни град је био смештен у Муанг Суа (такође име за Луанг Прабанг) и проглашен је теравада будизам као нова религија за читаво краљевство што је била последица Фа Нгумовог кмерског образовања. Ангкорски краљ није заборавио на свог усвојеног сина и његову оданост Будизму тако да му поклања једног златног буду (Фа Банг) који постаје симбол краљевства и највећа светиња која представља заштитника града и краљевства.
Од тада Луанг Прабанг постаје главни духовни, полтички и административни центар. У граду насатају многобројни златни храмови од којих су многи сачувани до данашњег дана. Највећи део храмова је уништен од стране пљачкаша, а делимично обновљен у XIX и XX веку. Ново краљевство доживљава процват током првих шездесет година свог постојања, да би затим прошло кроз једновековну кризу у току које се сменило 13 владара између 1416. и 1520. године.
Краљевство које се састајало од лао, таи и разних других планинских етничких група, постојало је у приближно истим границама током 300 година и накратко се проширило и у северозападним крајевима. Фа Нгумови потомци су били на престолу у Луанг Прабангу шест векова након његове смрти, одржавајући независност Лао Санга до краја XVII века. За то време владари су одбијали нападе од стране Вијетнама (1478-79), Сијама (1536) и Бурме (1571-1621).
Краљевство Лан Санг се распало 1694. године као последица ривалских претензија на престо и сукоба, чиме су 1707. године настала три краљевства: Луанг Прабанг, Вијентијан и Чампасак.

## Историјски преглед

### Порекло
Географију коју је Лан Санг заузимао првобитно су населила аутохтона аустроазијска племена, као што су народи Кмуи и Виети који су створили културе бронзаног доба у Бан Чијангу (данас део Исана, Тајланд) и културе Ђонг Сон, као народи из гвозденог доба у близини висоравни Шангкоанг на Равници ћупова, Фунан и Ченла (близу Ват Пуа у провинцији Чампасак). 
Хронике династије Хан о експанзији династије Хан ка југу пружају прве писане извештаје о народима који говоре тај–кадајски или Ai Lao који су насељавали области модерног Јунана и Гуангсија у Кини. Тај народи су мигрирали на југ у низу таласа почевши од 7. века и убрзано након монголског освајања Јунана (1253–1256) у северне крајеве онога што ће постати краљевство Лан Санг.
Плодне долине северног Меконга окупирала је двараватска култура народа Мон, а потом и Кмера, где је главни град-држава на северу тада био познат као Муанг Суа и алтернативно као Сиенг Донг Сиенг Тонг „Град пламених стабала поред река Донг“, (модерни град Луанг Прабанг).
Са успоном краљевине Сукотај, главни градови-државе Муанг Суа (Луанг Прабанг) и јужно до градова близанаца Виенг Чан Виенг Кам (Вијентијан), све више су долазили под тајски утицај. Након смрти сукотајског краља Рам Камхаенга и унутрашњих спорова унутар краљевства Лан На, и Виенг Чан Виенг Кам (Вијентјан) и Муанг Суа (Луанг Прабанг) су биле независне Лао-Тај мандале до оснивања Лан Санга 1353. године.

### Легенде о Кун Борому
Културно сећање на ране миграције и мешање утицаја Таја са домородачким народима, Мон и кмерима сачувано је у митовима о пореклу и традицијама Лан Санга. Културни, лингвистички и политички корени који наглашавају заједништво ових раних легенди могу помоћи да се разумеју Лан Санг и његови односи са суседним краљевствима. Нитан Кун Борумова „Прича о Кун Борому“ била је централна за ове приче о пореклу и представљала је увод у Фонгсавадан или дворске хронике које су се читале наглас током повољних прилика и фестивала. Током историје Лан Санга легитимност монархије била је везана за једну династију Кун Лоа, легендарног краља Муанг Суа и сина Кун Борома.

### Освајања краља Фа Нгума
Традиционалне дворске историје Лан Санга почињу у години Наге 1316 (нага, митска змија Меконга и дух заштитник краљевства) са рођењем Фа Нгума. Фа Нгумов деда Соувана Кампонг је био краљ Муанг Суа, а његов отац Чао Фа Нгиао је био престолонаследник. Као млад Фа Нгум је послат у Кмерско царство да живи као син краља Џајавармана IX, где му је дата принцеза Кео Канг Ја. Године 1343. краљ Соувана Кампонг је умро и дошло је до спора о наследству Муанг Суа.
Године 1349, Фа Нгуму је додељена војска позната као „Десет хиљада” да преузме круну. У време када је Кмерско царство било у опадању (вероватно због избијања црне смрти и комбинованог прилива тајског народа),  и Лана и Сукотај су били успостављени на територији која је била кмерска, а Сијамци су јачали у области реке Чао Праја која ће постати краљевина Ајутаја. Укаузала се прилика за Кмере је била да створе пријатељску тампон државу у области коју више нису могли ефикасно да контролишу само војном силом умерене величине.
Фа Нгумова кампања почела је у јужном Лаосу, заузимајући градове у региону око Чампасака и крећући се на север кроз Такек и Кам Муанг дуж средњег Меконга. Са своје позиције на средњем Меконгу, Фа Нгум је тражио помоћ и снабдевање од Вијентијана у нападу на Муанг Суа, што су они одбили. Међутим, принц Нхо од Муанг Фуана (Муанг Фоуеуне) понудио је помоћ и вазалство Фа Нгуму за помоћ у сопственом спору о наследству и помоћ у заштити Муанг Фуана од Ђај Виета. Фа Нгум се сложио и брзо је прегруписао своју војску да заузме Муанг Фуан, а затим да заузме Сам Неуа и неколико мањих градова Ђај Виета.
Вијетнамско краљевство Ђај Виет, забринуто за свог ривала Чампе на југу, тражило је јасно дефинисану границу са растућом моћи Фа Нгума. Резултат је био да се Анамитски ланац користи као културна и територијална баријера између два краљевства. Настављајући своја освајања, Фа Нгум се окренуо ка Сип Сонг Чау Тај дуж долина Црвене и Црне реке, које су биле густо насељене народом Лао. Пошто је обезбедио значајне лаоске снаге са сваке територије под својим доменом, Фа Нгум је кренуо низ Нам Оу да заузме Муанг Суа. Упркос три напада, краљ Муанг Суа, који је био Фа Нгумов ујак, није био у стању да се одупре величини Фа Нгумове војске и починио је самоубиство радије него да буде жив заробљен.
Године 1353, Фа Нгум је крунисан,‍:225 и именовао је своје краљевство Лан Санг Хом Као „Земља милиона слонова и белог сунцобрана“, Фа Нгум је наставио своја освајања како би осигурао области око Меконга тако што је кренуо да заузме Сипсонг Пану (савремена аутономна префектура Сишуангбана Дај) и почео је да се креће на југ до граница Лане дуж Меконга. Краљ Фају од Лане подигао је војску коју је Фа Нгум савладао код Чијанг Саена, приморавајући Лану да уступи део своје територије и пружи вредне поклоне у замену за међусобно признање. Пошто је обезбедио своје непосредне границе, Фа Нгум се вратио у Муанг Суа.
Године 1351, Утонг, који је био ожењен ћерком кмерског краља Суфанбурија, основао је град Ајутаја. Међутим, остаци Кмерског царства били су у директном сукобу са растућом моћи Ајутаје и те две стране су постале ривали, а не савезници. Током 1350-их Ајутаја се проширила на западне кмерске територије и висораван Хорат. Године 1352, Ангкор је напао Ајутају у неуспелом покушају да заузме престоницу.